# Jānis Poruks
Œuvres principales
Pērļu zvejnieks (1895)

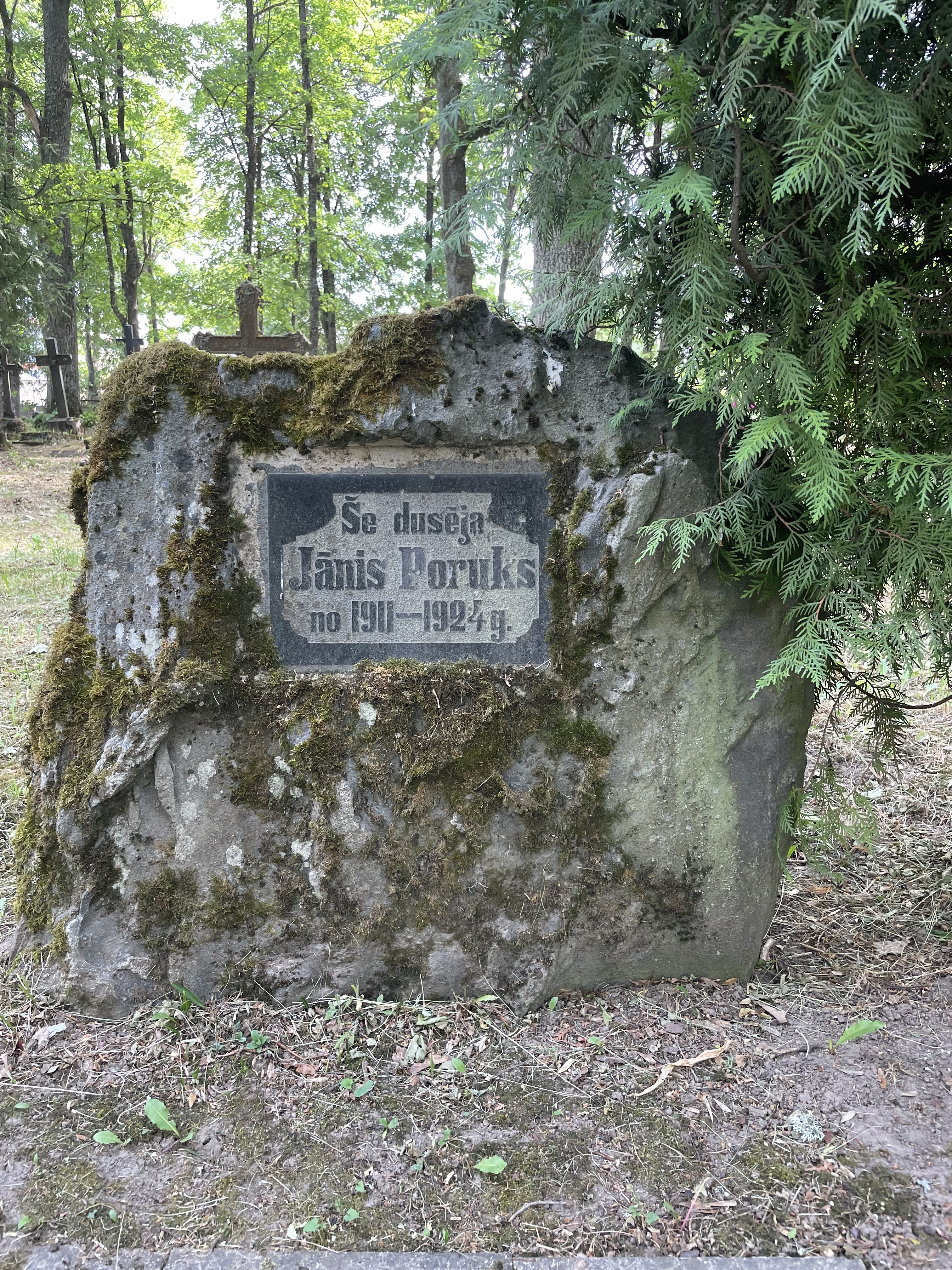
Sépulture de Poruks.

Jānis Poruks (né le 13 octobre 1871 sur le domaine de Prēdeļi à Druvienas pagasts dans le Gouvernement de Livonie – mort le 25 juin 1911 à Tartu est un poète et écrivain letton. Sa nouvelle Pērļu zvejnieks (Pêcheur de perles, 1895) fait partie du Canon culturel letton. 

## Biographie
Après les études à l'école communale de Cēsis il entame le cursus de musique et musicologie au conservatoire royal de Dresde en 1893, mais doit abandonner un an plus tard par manque de moyens. Son premier livre en allemand Die Religion der Zukunftest sort en 1894. De retour en Lettonie, il étudie à l'Institut Polytechnique de Riga et travaille dans les revues Mājas Viesis et Mājas Viesa Mēnešraksts. Il est membre de la plus ancienne fraternité étudiante du pays Selonija. Poruks est l'auteur d'œuvres empreints d'esthétique symbolique et de méditation lyrique. Plusieurs de ses poèmes sont mis en musique, notamment par Emīls Dārziņš. À partir de 1905, l'écrivain effectue plusieurs séjours dans les hôpitaux psychiatriques. Il est décédé dans le service neurologique de la clinique universitaire de Tartu. Poruks est inhumé au cimetière Lauciņu kapi près de Cēsis.¨En 1924, sa dépouille est transférée au Cimetière de la Forêt de Riga où on a inauguré, en 1930, le monument réalisé par le sculpteur Teodors Zaļkalns. L'essayiste et philologue Zenta Mauriņa lui a consacré un livre Jānis Poruks un romantisms (1929).

## Œuvres

### Prose
- Purvaiņos (1888)
- Die Religion der Zukunft (recueil d'essais 1894)
- Perpetuum mobile (1894)
- Pērļu zvejnieks (1895)
- Sirdsšķīsti ļaudis (1896)
- Kauja pie Knipskas (1897)
- Klusētājs (1897)
- Asaras (1898)
- Kā Runcis kļuva par Runcē (1898)
- Rīga (roman, 1899)
- Kukažiņa (1899)
- Rīta zvaigzne (1899)
- Krustmātes kāzas (1900)
- Veseli ļaudis (1901)
- Grāfs Rodenšteins (1901)
- Ubagi gada tirgū (1901)
- Baltās drānas (1903)
- Ērģelnieks (1903)
- Brūklenāju vaiņags (1904)
- Dzimtas plaisa (1905)
- Čūska (1905)
- Zelta adata (1906)

### Poésie
- Hernhūtieši (drame, 1895)
- Zilizana sirdsdedze (poème, 1905)
- Dzejas (recueil de poésies, 1906)